# Smirnovskita
La smirnovskita és un mineral de la classe dels fosfats.

## Característiques
La smirnovskita és un fosfat de fórmula química (Th,Ca)PO₄·nH₂O. Es tracta d'una espècie aprovada per l'Associació Mineralògica Internacional que actualment es troba qüestionada, ja que podria tractar-se en realitat de grayita o brockita. Cristal·litza en el sistema hexagonal.
Segons la classificació de Nickel-Strunz, la smirnovskita pertany a «02.CJ: Fosfats sense anions addicionals, amb H₂O, només amb cations de mida gran» juntament amb els següents minerals: estercorita, mundrabil·laïta, swaknoïta, nabafita, nastrofita, haidingerita, vladimirita, ferrarisita, machatschkiïta, faunouxita, rauenthalita, brockita, grayita, rabdofana-(Ce), rabdofana-(La), rabdofana-(Nd), tristramita, ardealita, brushita, churchita-(Y), farmacolita, churchita-(Nd), mcnearita, dorfmanita, sincosita, bariosincosita, catalanoïta, guerinita i ningyoïta.

## Formació i jaciments
Va ser descrita per primera vegada a Etyka, al districte de Baleysky (Krai de Zabaikàlie, Rússia). També ha estat descrita a Lysá hora, a la regió d'Olomouc (República Txeca), sent aquests dos indrets els únics a tot el planeta on ha estat descrita aquesta espècie mineral.